# Walter Schlesinger
Walter Friedrich Schlesinger (* 28. April 1908 in Glauchau; † 10. Juni 1984 in Wolfshausen, Gemeinde Weimar (Lahn)) war ein deutscher Historiker für Landes- und Verfassungsgeschichte.

## Leben
Als Sohn eines Oberstudienrats in Glauchau geboren und aufgewachsen, legte Schlesinger 1927 am dortigen Realgymnasium die Reifeprüfung ab. Anschließend nahm er ein Studium der Fächer Geschichte, Germanistik, Volkskunde und Philosophie an der Universität Tübingen auf, wechselte jedoch nach vier Semestern an die Universität Leipzig, wo Rudolf Kötzschke sein prägender akademischer Lehrer wurde. Schlesinger wurde 1934 in Leipzig mit einer Arbeit über die Geschichte der Schönburgischen Lande promoviert und legte ein Jahr später auch das Staatsexamen ab. Seine Pläne, sich im Fach Landesgeschichte zu habilitieren, musste Schlesinger vorerst aufgeben, weil er Differenzen mit Kötzschkes Nachfolger, dem österreichischen NS-Historiker Adolf Helbok hinsichtlich dessen nationalsozialistischer Volks- und Rassenlehre hatte. Schlesinger war zwar bereits seit 1929 Mitglied der NSDAP, jedoch mehrten sich bald nach der Machtübernahme seine Zweifel an dieser Entscheidung. Ab 1936 war Schlesinger Assistent des Mittelalterhistorikers Hermann Heimpel in Leipzig, wo er 1940 seine Habilitationsschrift über grundlegende Fragen der mittelalterlichen Verfassungsgeschichte vorlegte. Nach dem Weggang Helboks aus Leipzig wurde Schlesinger im November 1942 auf Kötzschkes ehemalige Professur für deutsche Landes- und Volksgeschichte berufen, konnte seine Lehrtätigkeit aber erst nach einem langen Lazarettaufenthalt im Sommer 1944 aufnehmen. Während des Zweiten Weltkriegs arbeitete er auch am NS-Projekt Kriegseinsatz der Geisteswissenschaften mit. Wegen seiner Parteimitgliedschaft wurde Schlesinger im November 1945 aus dem Hochschuldienst entlassen.
Da sich für Schlesinger in der Folgezeit auch an keiner anderen Universität in der Sowjetischen Besatzungszone eine berufliche Perspektive erschloss, fasste er schließlich im November 1951 den Entschluss, nach Westdeutschland überzusiedeln. Er ließ sich zunächst in Marburg nieder, wo er seit 1952 an der Forschungsstelle für Städtegeschichte tätig war. Nachdem er Rufe an die Freie Universität Berlin (1954) und die Johann Wolfgang Goethe-Universität Frankfurt am Main (1959) wahrgenommen hatte, besetzte Schlesinger von 1964 bis zu seiner Emeritierung 1973 den Lehrstuhl für Mittelalterliche Geschichte an der Philipps-Universität Marburg. Hier arbeitete er eng mit dem Mittelalterhistoriker Helmut Beumann zusammen und war auch maßgeblich an der Errichtung der Forschungsstelle für geschichtliche Landeskunde Mitteldeutschlands beteiligt. Diese wurde 1962 ins Hessische Landesamt für Geschichtliche Landeskunde eingegliedert, dessen Leitung er von 1964 bis 1974 innehatte. Eine schwere Erkrankung verhinderte seit 1976 Schlesingers weitere wissenschaftliche Betätigung. Er starb 1984 in Wolfshausen und wurde auf dem Hauptfriedhof in Marburg beigesetzt.

## Forschungstätigkeit
Schlesinger wurde vor allem bekannt durch seine zahlreichen grundlegenden Beiträge zur mittelalterlichen Verfassungs- und Landesgeschichte. Auch wenn er wegen seiner Arbeit als einer der wichtigsten und einflussreichsten Lehrer der Mittelalterlichen Geschichte gilt, ist er nicht unumstritten wegen seiner Aktivitäten im Nationalsozialismus und seinen Theorien zur Vorherrschaft der germanischen Kultur im Mittelalter. Besondere Bedeutung erlangte der von ihm herausgegebene Band Die deutsche Ostsiedlung des Mittelalters als Problem der europäischen Geschichte (1975), mit der ein Paradigmenwechsel in der Sicht der deutschen Ostsiedlung eingeleitet wurde.
Schlesinger war Mitglied des Konstanzer Arbeitskreises für mittelalterliche Geschichte. Außerdem wurde er 1963 zum korrespondierenden Mitglied der Bayerischen Akademie der Wissenschaften ernannt. Seit 1970 war er korrespondierendes Mitglied der Historischen Kommission für Westfalen, seit 1971 auch ordentliches Mitglied der Akademie der Wissenschaften zu Göttingen. 1983 wurde er mit dem Brüder-Grimm-Preis der Philipps-Universität Marburg ausgezeichnet.

## Schriften (Auswahl)
- Die Schönburgischen Lande bis zum Ausgang des Mittelalters (= Schriften für Heimatforschung. Bd. 2, ZDB-ID 1113572-4). Limpert, Dresden 1935 (Zugleich: Leipzig, Universität, Dissertation, 1935).
- Die Entstehung der Landesherrschaft. Untersuchungen vorwiegend nach mitteldeutschen Quellen (= Sächsische Forschungen zur Geschichte. Bd. 1, ZDB-ID 844895-4). Bd. 1. Baensch, Dresden 1941 (Mehrere Nachdrucke).
- Die Anfänge der Stadt Chemnitz und anderer mitteldeutscher Städte. Untersuchungen über Königtum und Städte während des 12. Jahrhunderts. Böhlau, Weimar 1952.
- Die Landesherrschaft der Herren von Schönburg. Eine Studie zur Geschichte des Staates in Deutschland (= Quellen und Studien zur Verfassungsgeschichte des Deutschen Reiches in Mittelalter und Neuzeit. Bd. 9, 1, ISSN 0863-0836). Böhlau, Münster u. a. 1954.
- Über mitteleuropäische Städtelandschaften der Frühzeit. In: Blätter für deutsche Landesgeschichte. Bd. 93, 1957, S. 15–42 (Digitalisat).
- Mitteldeutsche Beiträge zur deutschen Verfassungsgeschichte des Mittelalters. Vandenhoeck & Ruprecht, Göttingen 1961.
- Kirchengeschichte Sachsens im Mittelalter (= Mitteldeutsche Forschungen. Bd. 27, 1–2, ISSN 0544-5957). 2 Bände, Bd. 1: Von den Anfängen kirchlicher Verkündigung bis zum Ende des Investiturstreites. Bd. 2: Das Zeitalter der deutschen Ostsiedlung (1100–1300). Böhlau, Köln u. a. 1962.
- Beiträge zur deutschen Verfassungsgeschichte des Mittelalters. 2 Bände, Bd. 1: Germanen, Franken, Deutsche. Bd. 2: Städte und Territorien. Vandenhoeck & Ruprecht, Göttingen 1963.
- als Herausgeber: Handbuch der historischen Stätten Deutschlands. Bd. 8: Sachsen (= Kröners Taschenausgabe. Bd. 312). Kröner, Stuttgart 1965.
- Klaus Flink und Franz Petri: Zur Anlage eines Historischen Ortslexikons. Bericht über das Colloquium für die Bearbeitung Historischer Ortslexiken. In: Blätter für deutsche Landesgeschichte. Bd. 102, 1966, S. 69–82 (Digitalisat).
- Zum hundertsten Geburtstag Rudolf Kötzschkes. In: Blätter für deutsche Landesgeschichte. Bd. 103, 1967, S. 85–86 (Digitalisat).
- als Herausgeber: Die deutsche Ostsiedlung des Mittelalters als Problem der europäischen Geschichte. Reichenau-Vorträge 1970–1972 (= Konstanzer Arbeitskreis für Mittelalterliche Geschichte. Vorträge und Forschungen. Bd. 18). Thorbecke, Sigmaringen 1975, ISBN 3-7995-6618-X.